# Omar Rudberg
Omar Josué Rudberg (születési nevén: Omar Josué González) (Anacó, Venezuela, 1998. november 12. –) venezuelai-svéd táncművész, színész, énekes, az FO&O fiúbanda egykori tagja és az OMR Beauty AB tulajdonosa.

## Élete
Omar Josué Rudberg, született Omar Josué González néven 1998. november 12-én Anacóban, Venezuelában. Hat éves korában Svédországba költözött édesanyjával, aki férjül vette svéd mostohaapját, Thomas Rudberget, akitől átvette a családnevét. 2023 júniusában a Sommar i P1 című svéd rádióműsorban beszélt korai gyermekkoráról Venezuelában, a Svédországba való bevándorlással járó nehézségekről, az identitásával és a hovatartozásával kapcsolatos küzdelmeiről, valamint a rasszista és homofób megjegyzésekkel, és a színpadi teljesítménye iránti szeretetével kapcsolatos zaklatásairól.
2010-ben Rudberg részt vett a Talang tehetségkutató negyedik szezonjában, amely a Got Talent svéd változata.
2017-ben, 2019-ben és 2022-ben részt vett a svéd melodifesztiválon.
2021 és 2024 között Simon Erikssont játszotta, a Szerelem vagy kötelesség című svéd televíziós sorozatban, ami által nemzetközileg ismertté vált.

## Diszkográfia

### EP
- 2024: Every Night Fantasy

### Albumok
- 2021: Omar Covers
- 2022: OMR

### Kislemezek
- 2018: Que pasa (Lamixxal)
- 2018: La mesa (Elias Hurtiggal)
- 2018: Du Är Där (Sakariasszal)
- 2019: Om om och om igen
- 2019: På min telephone toda la noche
- 2020: Dum
- 2020: Jag e nån annan
- 2020: Läppar
- 2020: Alla ba ouff
- 2021: Remember
- 2021: Symphony
- 2021: Yo dije ouff
- 2021: It Takes a Fool to Remain Sane
- 2022: Mi casa su casa
- 2022: Moving Like That
- 2022: Todo De Ti
- 2023: Call Me by Your Name
- 2023: She Fell In Love In The Summer
- 2023: Happier
- 2023: Off my mind (Jubëllel)
- 2024: Red Light
- 2024: Sabotage
- 2025: I'm Not A Boy[11]